# Чінгале ді Тете
Клубе Деспортуш ді Чінгале або просто Чінгале ді Тете (порт. Clube dos Desportos de Chingale) — професіональний мозамбіцький футбольний клуб з міста Тете, в однойменній провінції.

## Історія клубу
Він був заснований в 1900 або 1936 році в місті Тете і виступав у вищому дивізіоні Чемпіонату Мозамбіка з футболу, але ніколи його не вигравав; в основному клуб виступав у нижчих дивізіонах чемпіонату. «Чінгале ді Тете» також не зміг виграти Кубок Мозамбіку незважаючи на те, що був двічі фіналістом цього турніру.
На міжнародному рівні вони брали участь в Кубку КАФ 2000 року, в якому у першому ж раунді поступилися Етуаль дю Сахель з Тунісу, як вдома так і на виїзді, пропустивши в сумі 11 м'ячів.

## Досягнення
- Кубок Мозамбіку:
  -  Фіналіст (2): 2008, 2011.

## Статистика виступів у континентальних турнірах
| Сезон | Турнір    | Раунд      | Клуб             | Вдома | На виїзді | Загальний      |
| ----- | --------- | ---------- | ---------------- | ----- | --------- | -------------- |
| 2000  | Кубок КАФ | Попередній | Ела Нгуема       | 1-0   | 0-1       | 1-1 (4-2 пен.) |
| 2000  | Кубок КАФ | 1          | Етуаль дю Сахель | 0-1   | 0-10      | 0-11           |